# NGC 7423
NGC 7423 est un vieil amas ouvert situé dans la constellation de Céphée. Il a été découvert par l'astronome germano-britannique William Herschel en 1788.
Selon la classification des amas ouverts, cet amas renferme moins de 50 étoiles (la lettre m), dont la concentration est moyenne (II) et dont les magnitudes se répartissent sur un grand intervalle (le chiffre 3),. Toutefois, selon le catalogue Lynga, la répartition des magnitudes des étoiles de NGC 7423 est moyenne (2) et il contient 40 étoiles.

## Observation

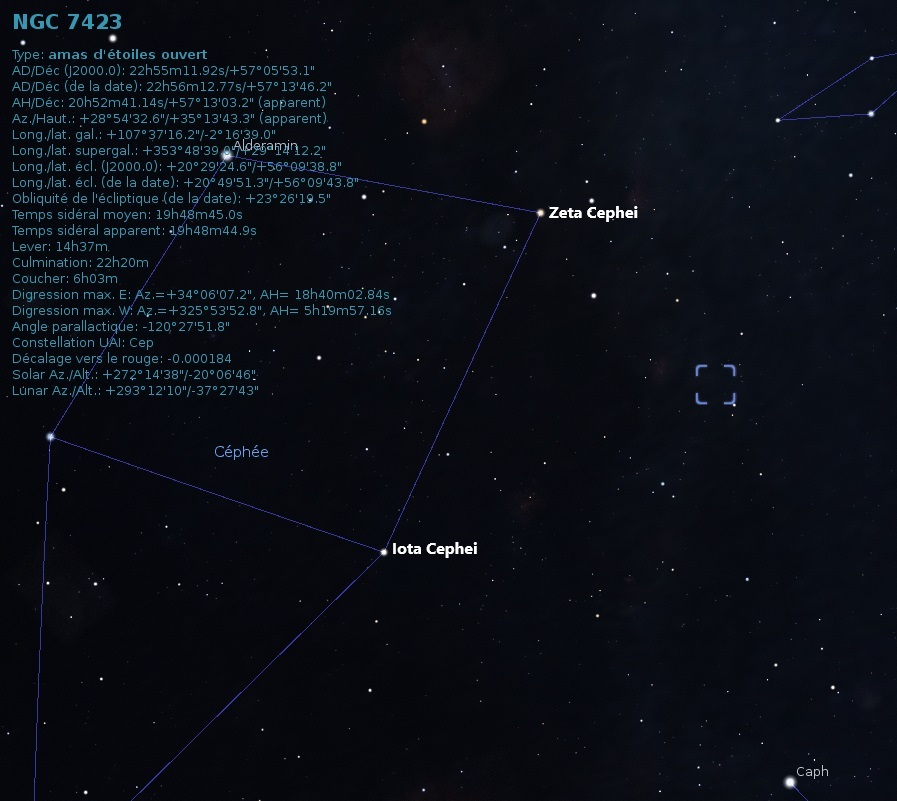
Localisation de NGC 7423 dans la constellation du Céphée. (Stellarium)

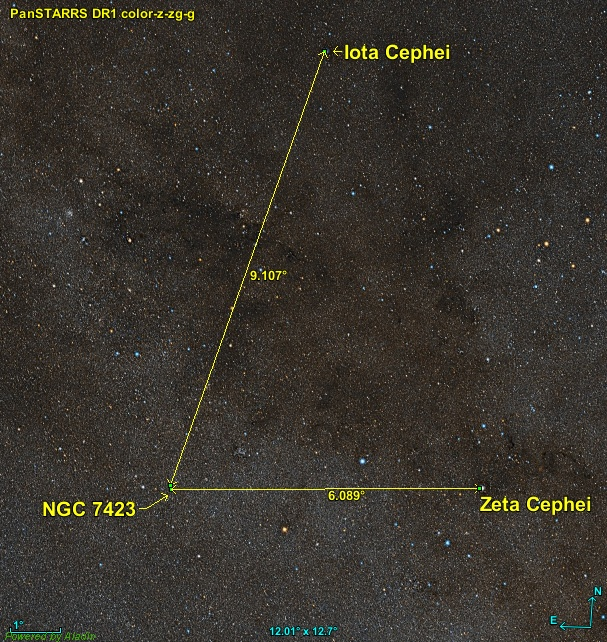
Position de NGC 7423 par rapport à deux étoiles de Céphée.

NGC 7423 est passablement éloigné des principales étoiles brillantes du ciel de la Terre. L'amas est situé à environ 9,1 degrés au sud-est d'Iota Cephei et à environ 6,1 degrés presque directement à l'est de Zeta Cephei.

## Caractéristiques

### Distance
La parallaxe moyenne des étoiles de l'amas a été obtenue des mesures effectuées par le satellite Gaia. Cinq valeurs différentes publiées dans de récents articles (2018 à 2021) sont indiquées sur la base de données Simbad : 0,241 ± 0,036 mas, 0,241 ± 0,070 mas, 0,239 ± 0,071 mas, 0,239 ± 0,006 mas et  0,239 ± 0,071 mas. Selon ces cinq publications, la valeur moyenne de la parallaxe et de leur incertitude sont de 0,240 4 ± 0,050 8 mas, ce qui correspond à une distance de 4 160+1 115
−726 pc (13 568+3 637
−2 368 al). La distance peut aussi être déduite des étoiles dont la probabilité d'appartenir à l'amas est égale ou supérieure à 90% (voir section « Étoiles », sous-section «Distance») et les valeurs obtenues, selon la méthode utilisée, sont semblables à cette dernière. En utilisant la moyenne de la parallaxe de leur  incertitude de 82 étoiles égale à 0,254 7 ± 0,042 6 mas, on obtient une distance de 3 926+788
−562 pc (12 805+2 570
−1 833 al).
Almeida et ses collègues proposent une distance de 3 688 ± 125 kpc (∼12 millions d'al) pour NGC 7423, une valeur nettement inférieure aux trois précédentes. Il est probable qu'Almeida et al. aient considéré que les étoiles les plus éloignées du tableau de la section «Étoiles» ne fassent pas partie de cet amas.

### Taille
Selon les sources, la taille apparente de l'amas est comprise entre 3,6' et 5,0'. Grâce à un calcul simple, on peut trouver la taille réelle de l'amas. En utilisant la plus grande taille apparente et la plus grande distance, on obtient la taille réelle maximale soit 22,36 al. De même, en utilisant la plus petite taille apparente et la plus petite distance, on obtient la plus petite taille réelle, soit 11,49 al. De ces deux valeurs, on déduit que la taille de l'amas est égale à 16,9 ± 5,4 al.

### Vitesse radiale
Quatre vitesses sont aussi indiquées sur la base de données Simbad: −45,939 9 ± 12,55 km/s −38,46 ± 0,51 km/s, −38,000 ± 0,961 km/s et −38,43 ± 3,98 km/s. La vitesse moyenne  et l'écart type des valeurs de cet échantillon sont de −40,8 ± 4,5 km/s.

### Mouvement propre
Simbad indique sept couples de valeurs pour le mouvement propre de l'amas, dont cinq très semblables, qui proviennent d'articles publiés entre 2014 et 2021. Ces cinq couples en ascension droite et en déclinaison sont :
- −1,204 ± 0,059 mas/an et −1,297 ± 0,063 mas/an[10]
- −1,257 ± 0,136 mas/an et −1,229 ± 0,157 mas/an[11]
- −1,247 ± 0,151 mas/an et −1,250 ± 0,130 mas/an[12]
- −1,247 ± 0,011 mas/an et −1,250 ± 0,013 mas/an[4]
- −1,247 ± 0,151 mas/an et −1,250 ± 0,130 mas/an[13]

Les deux autres couples sont passablement différents et imprécis. Ils proviennent d'articles moins récents (2014 et 2017). Ces deux couples sont :
- −8,164 ± 1,293 mas/an et −1,542 ± 0,150 mas/an[17]
- −3,83 ± 3,16 mas/an et −1,56 ± 2,77 mas/an[18]

La moyenne du mouvement propre et de leur incertitude obtenue des cinq couples en ascension droite et en déclinaison sont égales à −1,240 ± 0,102 mas/an et −1,255 ± 0,099 mas/an. Ces valeurs sont presque les mêmes que celles obtenues des étoiles dont la probabilité d'appartenir à l'amas est égale ou supérieure à 90%, soit −1,193 ± 0,076 mas/an et −1,304 ± 0,107 mas/an (voir section «Étoiles»).

### Métallicité
Simbad indique trois valeurs de la métallicité, soit -0,061, -0,185 et -0188 . Selon ces valeurs, le pourcentage d'éléments lourds (plus lourd que l'hydrogène et l'hélium) de cet amas est compris entre 64% (10-0,188) et 84% (10-0,061) de celui du Soleil. Ces valeurs inférieures à la métallicité du Soleil indiquent que l'amas est plus jeune que notre Soleil, ce qui est en contradiction avec les âges proposés par divers auteurs.
Selon Almeida et ses collègues, la métallicité de l'amas est très différente et égale à 0,186 ± 0,059. Selon cette valeur, le pourcentage d'éléments lourds (plus lourd que l'hydrogène et l'hélium) de cet amas serait compris entre 134% (100,186 - 0,059) et 176% (100,186 + 0,059) de celui du Soleil. Cette métallicité est plus compatible avec l'âge avancé de l'amas que les valeurs proposées par Simbad.

### Âge
Webda et Lynga indiquent un âge de 1,41 milliard d'années (log10=9,51),, ce qui est presque le même âge de 1,33 milliard d'années proposé par Almeida.

## Étoiles

### Les membres de l'amas
On peut aussi accéder aux propriétés de certaines étoiles situées dans les environs de NGC 7423 en utilisant la base de données Simbad et en cliquant sur le bouton children. NGC 7423 renferme 165 étoiles (les «children») et 347 liens bibliographiques. Plusieurs étoiles apparaissent à plus d'une reprise, ce qui explique le nombre de liens supérieurs au nombre d'étoiles. En cliquant sur la désignation de l'étoile, on atteint la page de Simbad qui résume ses propriétés.
Le tableau ci-dessous résume les propriétés des étoiles dont la probabilité d'appartenir à l'amas est égale ou supérieure à 90%. Le chiffre entre parenthèse indique le nombre de références bibliographiques lorsqu'il y en a plus d'une. On peut conclure à la lecture de ce tableau que 85 étoiles ont une probabilité égale ou supérieure à 90%. Il est cependant fort douteux que trois d'entre elles appartiennent à l'amas NGC 7423, leur distance étant trop imprécise.
Cet amas a fait l'objet de peu de publications. On ne connait le type spectral d'aucune de ces étoiles et la magnitude apparente visuelle n'est mentionnée que pour deux d'entre elles.
| Nom                     | α                 | δ                | P (mas)         | d (pc)           | μα* (mas/an) | μδ* (mas/an) | Probabilité | mV     | Rem      |
| ----------------------- | ----------------- | ---------------- | --------------- | ---------------- | ------------ | ------------ | ----------- | ------ | -------- |
| DR2 2004079745179702400 | 22h 55m 05,0437s  | 57° 05′ 44,1852″ | 0,2515 ± 0,0344 | 3976+630 -478    | -1,264       | -1,323       | 100(4)      |        |          |
| DR2 2004080810331545728 | 22h 54m 04,8264s  | 57° 02′ 24,0820″ | 0,3207 ± 0,0325 | 3118+352 -287    | -1,129       | -1,156       | 100         |        | C.T.b.   |
| DR2 2010084349975248768 | 22h 55m 10,2086s  | 57° 05′ 06,4407″ | 0,2337 ± 0,0258 | 4279+531 -425    | -0,924       | -1,253       | 100(4)      |        | T.b.     |
| DR3 2004077889753903104 | 22h 54m 47,44910s | 56° 58′ 42,5658″ | 0,182 ± 0,0513  | 5495+2157 -1208  | -1,391       | -1,292       | 100(3)      |        |          |
| DR3 2004078061552580864 | 22h 54m 36,8503s  | 56° 58′ 37,2804″ | 0,2261 ± 0,0401 | 4423+954 -666    | -1,184       | -1,351       | 100(3)      |        |          |
| DR3 2004078164631783936 | 22h 54m 43,1504s  | 57° 00′ 03,4022″ | 0,2225 ± 0,0801 | 4494+2528 -1190  | -1,200       | -1,227       | 90(2)       |        |          |
| DR3 2004078198991559168 | 22h 54m 55,1390s  | 56° 58′ 40,4155″ | 0,1455 ± 0,0406 | 6873+2660 -1499  | -1,276       | -1,197       | 90(2)       |        |          |
| DR3 2004078508229673984 | 22h 54m 54,8226s  | 57° 01′ 10,1680″ | 0,3063 ± 0,0541 | 3265+700 -490    | -1,203       | -1,206       | 90(2)       |        |          |
| DR3 2004078542588896768 | 22h 54m 49,5706s  | 57° 01′ 23,5301″ | 0,2377 ± 0,0237 | 4207+466 -381    | -1,250       | -1,352       | 100(3)      |        |          |
| DR3 2004079332862871936 | 22h 54m 57,5233s  | 57° 02′ 51,6275″ | 0,3537 ± 0,0659 | 2827+647 -444    | -1,189       | -1,687       | 90(2)       |        |          |
| DR3 2004079504661556224 | 22h 55m 02,6556s  | 57° 04′ 02,6989″ | 0,2443 ± 0,0225 | 4093+415 -345    | -1,191       | -1,238       | 100(3)      |        |          |
| DR3 2004079539021818624 | 22h 55m 09,7957s  | 57° 04′ 44,4073″ | 0,1915 ± 0,0505 | 5222+1870 -1090  | -1,143       | -1,339       | 90(2)       |        |          |
| DR3 2004079706514507648 | 22h 55m 01,9380s  | 57° 04′ 53,1677″ | 0,2124 ± 0,0314 | 4708+817 -606    | -1,202       | -1,340       | 100(3)      |        |          |
| DR3 2004079710819965056 | 22h 54m 55,6127s  | 57° 04′ 42,9161″ | 0,2602 ± 0,0340 | 3843+578 -444    | -1,196       | -1,331       | 100(3)      |        |          |
| DR3 2004079740874254848 | 22h 55m 07,0629s  | 57° 05′ 23,2668″ | 0,2397 ± 0,0621 | 4172+1459 -858   | -1,179       | -1,429       | 90(2)       |        |          |
| DR3 2004079745179701248 | 22h 55m 05,1201s  | 57° 05′ 49,1107″ | 0,2742 ± 0,0547 | 3647+909 -607    | -1,220       | -1,900       | 100(3)      |        |          |
| DR3 2004079745179704704 | 22h 55m 06,9868s  | 57° 05′ 47,9079″ | 0,3222 ± 0,0413 | 3104+456 -353    | -1,219       | -1,340       | 100(3)      |        |          |
| DR3 2004079745179710592 | 22h 55m 04,7473s  | 57° 05′ 12,7474″ | 0,2068 ± 0,0620 | 4836+2070 -1115  | -1,239       | -1,311       | 90(2)       |        |          |
| DR3 2004079745179713280 | 22h 55m 03,4664s  | 57° 04′ 55,1546″ | 0,2393 ± 0,0467 | 4179+1013 -682   | -1,205       | -1,367       | 90(2)       |        |          |
| DR3 2004079775233994368 | 22h 54m 59,5054s  | 57° 05′ 26,7032″ | 0,2827 ± 0,0636 | 3537+1027 -650   | -1,252       | -1,213       | 100(3)      |        |          |
| DR3 2004079813899164928 | 22h 55m 03,6356s  | 57° 06′ 28,4532″ | 0,231 ± 0,0383  | 4329+860 -616    | -1,210       | -1,246       | 100(3)      |        |          |
| DR3 2004079813899165824 | 22h 55m 04,4570s  | 57° 06′ 30,5183″ | 0,2801 ± 0,0317 | 3570+456 -363    | -1,185       | -1,328       | 100(3)      |        |          |
| DR3 2004079813899174528 | 22h 55m 06,0827s  | 57° 06′ 12,0067″ | 0,2654 ± 0,0242 | 3768+378 -315    | -1,162       | -1,283       | 100(3)      |        |          |
| DR3 2004079813899177216 | 22h 55m 03,1252s  | 57° 05′ 38,7789″ | 0,2405 ± 0,0228 | 4158+435 -360    | -1,213       | -1,222       | 100(3)      |        |          |
| DR3 2004080599867521280 | 22h 54m 08,2621s  | 57° 01′ 14,4467″ | 0,3318 ± 0,0673 | 3014+767 -508    | -1,270       | -1,321       | 100(3)      |        |          |
| DR3 2004082180415595520 | 22h 54m 29,4484s  | 57° 03′ 23,4004″ | 0,2402 ± 0,0506 | 4163+1111 -724   | -1,190       | -1,299       | 100(3)      |        |          |
| DR3 2004082631397700864 | 22h 54m 47,1144s  | 57° 05′ 26,5290″ | 0,2163 ± 0,0449 | 4623+1211 -795   | -1,122       | -1,254       | 90(2)       |        |          |
| DR3 2004082695809969152 | 22h 54m 46,2319s  | 57° 05′ 29,6446″ | 0,2778 ± 0,0435 | 3600+668 -487    | -1,155       | -1,286       | 100(3)      |        |          |
| DR3 2004082700117168384 | 22h 54m 48,6567s  | 57° 06′ 13,2168″ | 0,1888 ± 0,0866 | 5297+4488 -1666  | -1,394       | -1,231       | 100(3)      |        | Dist?    |
| DR3 2004082768836654464 | 22h 55m 00,9434s  | 57° 06′ 52,4463″ | 0,2646 ± 0,0358 | 3779+591 -450    | -1,223       | -1,288       | 100(3)      |        |          |
| DR3 2004082768836656512 | 22h 54m 59,3675s  | 57° 06′ 36,6066″ | 0,2438 ± 0,0261 | 4102+492 -397    | -1,260       | -1,281       | 100(3)      |        |          |
| DR3 2004082768836658176 | 22h 55m 00,2441s  | 57° 06′ 38,5265″ | 0,3713 ± 0,0641 | 2693+562 -397    | -1,183       | -1,309       | 90(2)       |        |          |
| DR3 2004082768836659456 | 22h 54m 59,9100s  | 57° 06′ 29,5243″ | 0,2463 ± 0,0566 | 4060+1211 -759   | -1,277       | -1,244       | 90(2)       |        |          |
| DR3 2004082768836660480 | 22h 55m 04,6768s  | 57° 06′ 55,1999″ | 0,2455 ± 0,0163 | 4073+290 -254    | -1,234       | -1,318       | 90(2)       |        |          |
| DR3 2004082833251569792 | 22h 54m 59,5923s  | 57° 07′ 33,4743″ | 0,2137 ± 0,0453 | 4679+1259 -818   | -1,154       | -1,216       | 90(2)       |        |          |
| DR3 2004082837550752256 | 22h 55m 01,7149s  | 57° 07′ 30,3268″ | 0,2475 ± 0,0825 | 4040+2020 -1010  | -1,259       | -1,252       | 90(2)       |        |          |
| DR3 2004082837556115328 | 22h 54m 58,5123s  | 57° 07′ 39,6826″ | 0,2775 ± 0,058  | 3604+952 -623    | -1,117       | -1,323       | 90(2)       |        |          |
| DR3 2010035043748920576 | 22h 55m 44,2779s  | 56° 58′ 45,3394″ | 0,23 ± 0,0327   | 4348+721 -541    | -1,144       | -1,399       | 100(3)      |        |          |
| DR3 2010035868382625664 | 22h 56m 08,7579s  | 57° 03′ 10,8806″ | 0,2371 ± 0,0519 | 4218+1182 -757   | -1,203       | -1,359       | 90(2)       |        |          |
| DR3 2010036589937122688 | 22h 55m 59,1411s  | 57° 03′ 20,7014″ | 0,2675 ± 0,0396 | 3738+650 -482    | -1,247       | -1,266       | 100(3)      |        |          |
| DR3 2010037070973481728 | 22h 56m 17,4239s  | 57° 02′ 25,2864″ | 0,2774 ± 0,0347 | 3605+515 -401    | -1,143       | -1,279       | 100(3)      |        |          |
| DR3 2010083452314235392 | 22h 55m 19,5297s  | 57° 03′ 36,2710″ | 0,2114 ± 0,0387 | 4730+1060 -732   | -1,148       | -1,268       | 100(3)      |        |          |
| DR3 2010083521033707776 | 22h 55m 13,0938s  | 57° 03′ 13,0938″ | 0,2327 ± 0,048  | 4297+1117 -735   | -0,948       | -1,405       | 100(3)      |        |          |
| DR3 2010083525341540736 | 22h 55m 13,3281s  | 57° 03′ 46,9746″ | 0,2515 ± 0,0592 | 3976+1224 -758   | -1,256       | -1,545       | 90(2)       |        |          |
| DR3 2010083555393483776 | 22h 55m 18,8166s  | 57° 04′ 35,3066″ | 0,3228 ± 0,0676 | 3098+821 -536    | -1,144       | -1,333       | 90(2)       |        |          |
| DR3 2010084212536304640 | 22h 55m 51,1827s  | 57° 08′ 16,0480″ | 0,2383 ± 0,0494 | 4196+1097 -721   | -1,204       | -1,299       | 90(2)       |        |          |
| DR3 2010084311306868864 | 22h 55m 19,5002s  | 57° 05′ 42,9318″ | 0,2393 ± 0,0630 | 4179+1493 -871   | -1,144       | -1,213       | 90(2)       |        |          |
| DR3 2010084315615515648 | 22h 55m 18,4666s  | 57° 05′ 22,6578″ | 0,2705 ± 0,029  | 3697+444 -358    | -1,346       | -1,267       | 100(3)      |        |          |
| DR3 2010084345667486720 | 22h 55m 11,6474s  | 57° 05′ 13,6733″ | 0,2882 ± 0,0346 | 3470+473 -372    | -1,272       | -1,223       | 100(3)      |        |          |
| DR3 2010084345677726976 | 22h 55m 12,9727s  | 57° 05′ 51,9701″ | 0,2418 ± 0,0795 | 4136+2026 -1023  | -1,056       | -1,358       | 100(3)      |        |          |
| DR3 2010084349975245184 | 22h 55m 09,8826s  | 57° 05′ 32,2941″ | 0,2178 ± 0,017  | 4591+389 -332    | -1,276       | -1,355       | 100(3)      |        |          |
| DR3 2010084349975245568 | 22h 55m 13,7771s  | 57° 05′ 55,2776″ | 0,2505 ± 0,0333 | 3992+612 -468    | -1,254       | -1,320       | 100(3)      |        |          |
| DR3 2010084349975246336 | 22h 55m 11,5176s  | 57° 05′ 35,7461″ | 0,2516 ± 0,0191 | 3975+327 -280    | -1,158       | -1,301       | 100(3)      |        |          |
| DR3 2010084349975246592 | 22h 55m 09,9142s  | 57° 05′ 23,5412″ | 0,2357 ± 0,0397 | 4243+859 -612    | -1,171       | -1,302       | 90(2)       |        |          |
| DR3 2010084349975247872 | 22h 55m 12,4394s  | 57° 05′ 31,4691″ | 0,2374 ± 0,0391 | 4212+831 -596    | -1,160       | -1,342       | 100(3)      |        |          |
| DR3 2010084349975249280 | 22h 55m 10,1570s  | 57° 05′ 02,2333″ | 0,2302 ± 0,0222 | 4344+464 -382    | -1,237       | -1,203       | 100(3)      |        |          |
| DR3 2010084349975251840 | 22h 55m 12,1758s  | 57° 05′ 04,3866″ | 0,2481 ± 0,0324 | 4031+605 -466    | -1,149       | -1,310       | 100(3)      |        |          |
| DR3 2010084380026399232 | 22h 55m 17,9917s  | 57° 06′ 12,3259″ | 0,2027 ± 0,0434 | 4933+1344 -870   | -1,123       | -1,285       | 100(3)      |        |          |
| DR3 2010084384334982400 | 22h 55m 17,8398s  | 57° 06′ 25,3566″ | 0,3275 ± 0,0597 | 3053+681 -471    | -1,320       | -1,181       | 90(2)       |        |          |
| DR3 2010084384334985856 | 22h 55m 16,5109s  | 57° 05′ 58,8672″ | 0,2327 ± 0,0201 | 4297+406 -342    | -1,090       | -1,387       | 100(3)      |        |          |
| DR3 2010084384334990080 | 22h 55m 16,2572s  | 57° 05′ 30,2454″ | 0,2648 ± 0,0374 | 3776+621 -467    | -1,167       | -1,296       | 100(3)      |        |          |
| DR3 2010084384334990592 | 22h 55m 22,1258s  | 57° 06′ 05,0212″ | 0,2261 ± 0,0247 | 4423+542 -436    | -1,200       | -1,322       | 100(3)      |        |          |
| DR3 2010084418694730496 | 22h 55m 24,1944s  | 57° 05′ 59,6824″ | 0,3704 ± 0,0617 | 2700+540 -386    | -1,104       | -1,002       | 100(3)      |        |          |
| DR3 2010084453054468992 | 22h 55m 31,8540s  | 57° 06′ 47,1215″ | 0,3515 ± 0,0357 | 2845+322 -262    | -0,950       | -1,210       | 90(2)       |        |          |
| DR3 2010084487414202368 | 22h 55m 25,5670s  | 57° 06′ 41,8274″ | 0,2619 ± 0,0311 | 3818+515 -405    | -1,209       | -1,261       | 100(3)      |        |          |
| DR3 2010084556125932672 | 22h 55m 08,8699s  | 57° 05′ 51,4732″ | 0,1857 ± 0,0462 | 5385+1783 -1073  | -1,117       | -1,230       | 100(3)      |        |          |
| DR3 2010084556133667328 | 22h 55m 12,6660s  | 57° 06′ 42,5957″ | 0,2313 ± 0,0272 | 4323+576 -455    | -1,206       | -1,281       | 100(3)      |        |          |
| DR3 2010084556133667712 | 22h 55m 11,4502s  | 57° 06′ 27,9502″ | 0,2589 ± 0,0214 | 3862+348 -295    | -1,255       | -1,371       | 90(2)       |        |          |
| DR3 2010084556133668224 | 22h 55m 10,6262s  | 57° 06′ 19,8343″ | 0,2647 ± 0,0282 | 3778+450 -364    | -1,232       | -1,316       | 100(3)      |        |          |
| DR3 2010084556133669504 | 22h 55m 11,0217s  | 57° 06′ 12,1192″ | 0,1164 ± 0,0808 | 8591+19499 -3520 | -1,263       | -1,370       | 90(2)       |        | Dist In. |
| DR3 2010084586184862720 | 22h 55m 17,4933s  | 57° 06′ 53,7934″ | 0,2628 ± 0,095  | 3805+2154 -1010  | -1,271       | -1,392       | 90(2)       |        |          |
| DR3 2010084590493411712 | 22h 55m 15,1186s  | 57° 06′ 11,3921″ | 0,2614 ± 0,0333 | 3826+558 -432    | -1,203       | -1,348       | 100(3)      |        |          |
| DR3 2010084620544619904 | 22h 55m 11,7018s  | 57° 07′ 09,6222″ | 0,2051 ± 0,0717 | 4876+2621 -1263  | -1,247       | -1,268       | 100(3)      |        |          |
| DR3 2010084624853139968 | 22h 55m 07,7160s  | 57° 06′ 48,3649″ | 0,3132 ± 0,0243 | 3193+269 -230    | -1,215       | -1,233       | 100(3)      |        |          |
| DR3 2010084624853142400 | 22h 55m 08,7056s  | 57° 06′ 32,1687″ | 0,2302 ± 0,0463 | 4344+1094 -727   | -1,276       | -1,288       | 90(2)       |        |          |
| DR3 2010084659212881024 | 22h 55m 14,7624s  | 57° 07′ 07,5335″ | 0,2963 ± 0,0313 | 3375+399 -322    | -1,213       | -1,222       | 100(3)      |        |          |
| DR3 2010084693572624256 | 22h 55m 23,3267s  | 57° 07′ 36,6417″ | 0,2612 ± 0,0383 | 3828+658 -490    | -1,122       | -1,154       | 100(3)      |        |          |
| DR3 2010084929782379264 | 22h 55m 45,9629s  | 57° 08′ 52,1428″ | 0,2185 ± 0,0669 | 4577+2020 -1073  | -1,175       | -1,310       | 100(3)      |        |          |
| DR3 2010087614150371072 | 22h 55m 14,7992s  | 57° 08′ 37,6705″ | 0,2364 ± 0,0354 | 4230+745 -551    | -1,217       | -1,313       | 100(3)      |        |          |
| DR3 2010087614150373760 | 22h 55m 16,9094s  | 57° 08′ 31,8918″ | 0,2763 ± 0,0464 | 3619+730 -520    | -1,233       | -1,345       | 90(2)       |        |          |
| DR3 2010087678561439488 | 22h 55m 13,9457s  | 57° 08′ 48,2253″ | 0,1694 ± 0,0755 | 5903+4746 -1820  | -1,213       | -1,222       | 90(2)       |        | Dist?    |
| DR3 2010088679302244480 | 22h 55m 01,9799s  | 57° 10′ 11,8162″ | 0,2773 ± 0,0544 | 3606+880 -591    | -1,136       | -1,300       | 100(3)      |        |          |
| DR3 2010088713661979136 | 22h 55m 05,5584s  | 57° 11′ 03,1133″ | 0,2121 ± 0,0265 | 4715+673 -524    | -1,187       | -1,267       | 100(3)      |        |          |
| UCAC4 736-095741        | 22h 55m 00,7400s  | 57° 06′ 31,8286″ | 0,2626 ± 0,0122 | 3808+186 -169    | -1,223       | -1,370       | 90(2)       | 14,229 |          |
| UCAC4 736-095885        | 22h 55m 22,5326s  | 57° 03′ 52,2559″ | 0,2665 ± 0,0143 | 3752+213 -191    | -1,213       | -1,222       | 100(4)      | 13,906 |          |

T.b. = Traînarde bleue.
C.T.b. = candidate au titre de traînarde bleue.
Dist? = Distance très imprécise.
Dist In. = Distance inconnue.

### Distance
En ne considérant pas trois des 85 étoiles, on peut obtenir la distance de l'amas de plusieurs façons. Le plus simple est de calculer la distance moyenne et l'écart type des 82 autres. Cela donne une valeur de 4 029 ± 660 pc (∼13 100 al). Une deuxième façon consiste à faire la moyenne des distances obtenues ainsi que la moyenne des écarts positifs et des écarts négatifs. La distance alors obtenue est égale à 4 029 +899
-586 pc. Enfin, une dernière manière de faire ce calcul est d'utiliser la valeur moyenne de la parallaxe et l'écart type des 82 étoiles, soit 0,254 69 ± 0,041 71 mas, ce qui correspond a une distance de 3926+788
-562 pc. C'est cette valeur qui apparaît dans l'encadré plus haut et qui est utilisée dans les calculs de la taille de l'amas. Ces trois valeurs sont semblables, mais aussi assez semblable à la valeur de 4 160+1 115
−726 pc mentionnée dans la section « Caractéristiques ».

### Mouvement propre
Les moyennes du mouvement propre et l'écart type des 82 étoiles en ascension droite et en déclinaison sont respectivement de −1,193 ± 0,076 mas et de −1,304 ± 0,107 mas, valeurs très semblables à celles mentionnées dans la section « Caractéristiques ».